# Eupterote similis
Eupterote similis är en fjärilsart som beskrevs av Moore 1883. Eupterote similis ingår i släktet Eupterote och familjen Eupterotidae. Inga underarter finns listade i Catalogue of Life.